# Macrotrachela inermis
Macrotrachela inermis är en hjuldjursart som beskrevs av Donner 1965. Macrotrachela inermis ingår i släktet Macrotrachela och familjen Philodinidae. Inga underarter finns listade i Catalogue of Life.